# João Delgado
João Delgado (Lagos, 1553 – 30 de setembro de 1612) foi um padre jesuíta que se destacou como matemático, em particular pelo seu papel na Aula da Esfera do Colégio de Santo Antão.
Nasceu em Lagos, no Algarve, e ingressou na Companhia de Jesus em 1574. Viveu em Roma de 1576 a 1585, onde estudou Teologia e Matemática com Clávio, na Academia de Matemática do Collegio Romano.
De 1586 a 1587 ensina matemática em Coimbra, num curso privado para alunos jesuítas, e de 1588 a 1589 no Colégio de Jesus.
Em 1590 dá início formal ao curso de matemática na "Aula da Esfera", do Colégio de Santo Antão em Lisboa. Acumula com este cargo o de arquitecto da província jesuíta de Portugal até à sua morte, a 30 de Setembro de 1612.
Da sua obra destaca-se o início da tradição matemática na Província Portuguesa da Companhia de Jesus, e, como arquitecto, a direcção dos trabalhos de Santo Antão-o-Novo, do Noviciado da Cotovia (mais tarde Escola Politécnica, em Lisboa), e do Colégio das Artes em Coimbra.
Apesar de não ter publicado nenhum livro, sobreviveram vários apontamentos e notas de aulas copiadas por seus alunos, e alguns manuscritos. Destas fontes podemos conhecer o conteúdo dos seus cursos: além de uma introdução à cosmografia, ensinava astronomia num nível muito avançado, incluindo a "teórica dos planetas". Ensinava também gnomónica num nível tecnicamente avançado.
Segundo Henrique Leitão [, pg.46], "Uma análise mais cuidada dos seus textos, mostra não apenas a sua competência, mas também a modernidade das suas ideias, merecendo especial destaque a sua importante defesa do valor da matemática, nos debates em torno da certeza das matemáticas conhecidos como "quaestio de certitudine mathematicarum"".